# Thielle, Neuchâtel
Thielle (äldre tyskt namn: Häusern) är en ort i kommunen Laténa i kantonen Neuchâtel i Schweiz. Den ligger vid floden Zihl, cirka 8,5 kilometer nordost om Neuchâtel. Orten har 307 invånare (2022).
Före den 1 januari 2009 tillhörde Thielle kommunen Thielle-Wavre. Mellan den 1 januari 2009 och den 1 januari 2025 låg orten i kommunen La Tène.